# (2204) Lyyli
(2204) Lyyli es un asteroide perteneciente al grupo de los asteroides que cruzan la órbita de Marte descubierto por Yrjö Väisälä desde el Observatorio de Iso-Heikkilä, en Turku, Finlandia, el 3 de marzo de 1943.

## Designación y nombre
Lyyli se designó al principio como 1943 EQ.
Posteriormente, en 1983, fue nombrado en honor de la astrónoma finesa Lyyli Heinanen.

## Características orbitales
Lyyli orbita a una distancia media de 2,588 ua del Sol, pudiendo acercarse hasta 1,533 ua y alejarse hasta 3,643 ua. Tiene una excentricidad de 0,4077 y una inclinación orbital de 20,56 grados. Emplea 1521 días en completar una órbita alrededor del Sol.

## Características físicas
La magnitud absoluta de Lyyli es 12,1. Emplea 11,06 horas en completar una vuelta sobre su eje y tiene 25,16 km de diámetro. Su albedo se estima en 0,0232. Lyyli está asignado al tipo espectral X de la clasificación SMASSII.